# Nais kisui
Nais kisui is een ringworm uit de familie van de Naididae. De wetenschappelijke naam van de soort is voor het eerst geldig gepubliceerd in 2009 door Sato, Ohtaka & Timm.